# Cartografia celeste

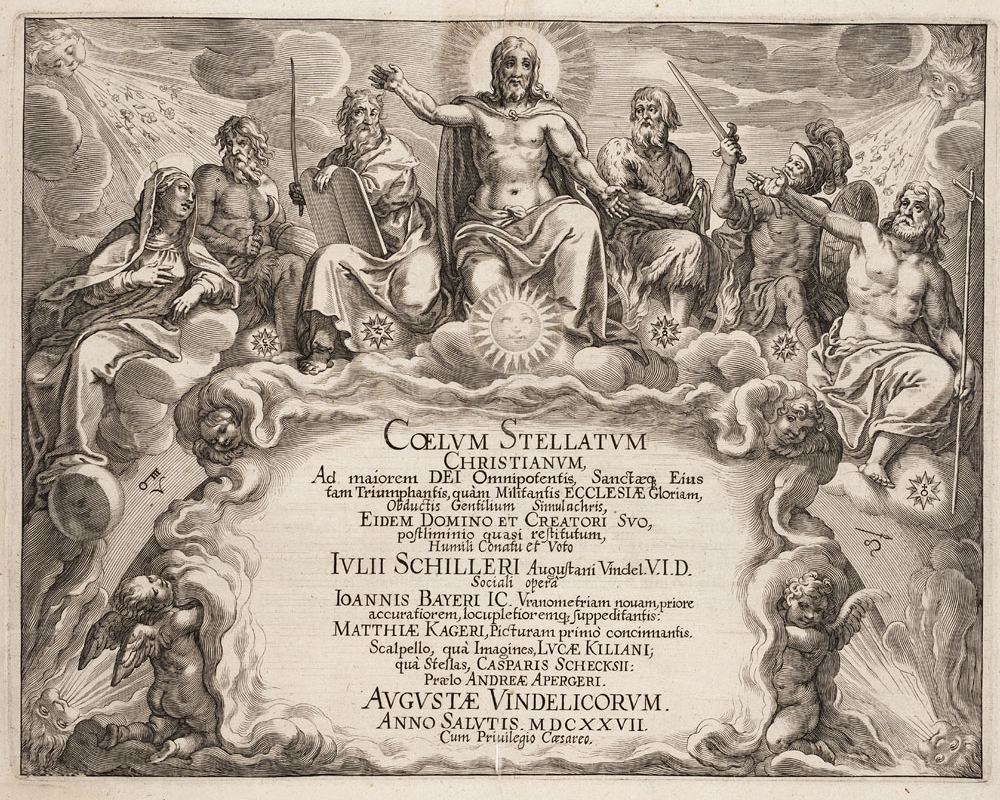
Página título do Coelum Stellatum Christianum, de Julius Schiller

Cartografia celeste, uranografia, astrografia ou cartografia estelar é um ramo da astronomia e da cartografia preocupada com o mapeamento de estrelas, galáxias e outros objetos astronômicos na esfera celeste. Medir a posição e o brilho dos objetos mapeados requer vários tipos de instrumentos e técnicas. Essas técnicas se desenvolveram a partir de medidas de ângulos com quadrantes a olho nu. Depois vieram as medidas com sextantes, que também continham lentes para a medida da magnitude do brilho do objeto. Atualmente tais medidas são computadorizadas com o auxílio de telescópios automáticos, espaciais ou terrestres.
Os uranógrafos contribuíram para a história da astronomia com o posicionamento de planetas, tabela de estrelas e cartas celestes para a astronomia amadora e profissional. Mas, hoje em dia, mapas celestes foram compilados por computadores e o posicionamento automático dos telescópios é possível usando bancos de dados estelares e de outros objetos astronômicos.

## Etimologia
A palavra "uranografia" derivado grego "ουρανογραφια" (koiné ουρανος "céu" + γραφειν "escrever"), passado ao latim uranographia. No Renascimento, Uranographia foi usado como título de vários atlas celestes. Durante o século XIX, "uranografia" foi definido como "a descrição dos céus". Elijah H. Burritt redefiniu o termo para "a geografia dos céus".

## Astrometria
Também conhecido como a astronomia de posição, é o ramo da astronomia que lida com a posição das estrelas e outros corpos celestiais, suas distâncias e movimentos.

## Catálogos estelares

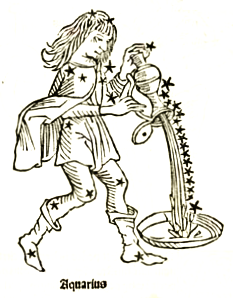
A constelação de Aquário segundo Higino

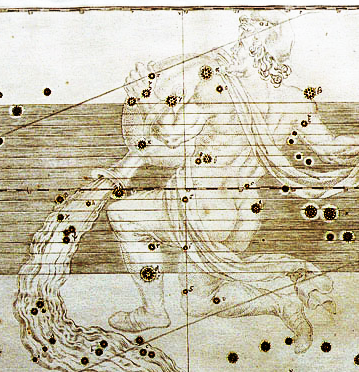
A constelação de Aquário segundo a Uranometria, de Johann Bayer, baseado nas Tabelas Rudolfinas

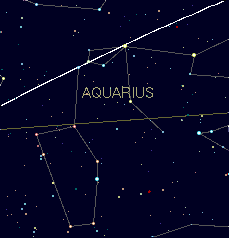
A constelação de Aquário segundo KStars

Uma fonte determinante para o desenho de cartas estelares é naturalmente uma tabela estelar. É proeminente quando comparado os "mapas celestes" imaginários do Poeticon Astronomicon - ilustrações acompanhadas de um texto narrativo da Antiguidade, aos mapas estelares de Johann Bayer, baseado nas medidas precisas de Tycho Brahe das posições das estrelas.

### Tabelas estelares de importância histórica
- Cerca de 150 d.C., Almagesto - contém a última tabela estelar conhecida da Antiguidade, preparado por Ptolomeu. Contém 1028 estrelas.
- 1627, Tabelas Rudolfinas - contém a primeira tabela da época do Iluminismo, baseada nas medições de Tycho Brahe. Contém 1005 estrelas.
- 1690, Prodromus Astronomiae - de Johannes Hevelius, para a sua obra Firmamentum Sobiescanum. Contém 1564 estrelas.
- Catálogo Britânico - de John Flamsteed, para a sua obra Atlas Coelestis. Contém mais de 3000 estrelas com precisão de 10".

1903, Bonner Durchmusterung - de Friedrich Wilhelm Argelander e colaboradores. Contém cerca de 460 000 estrelas.

## Atlas estelares

### Estrelas vistas a olho nu

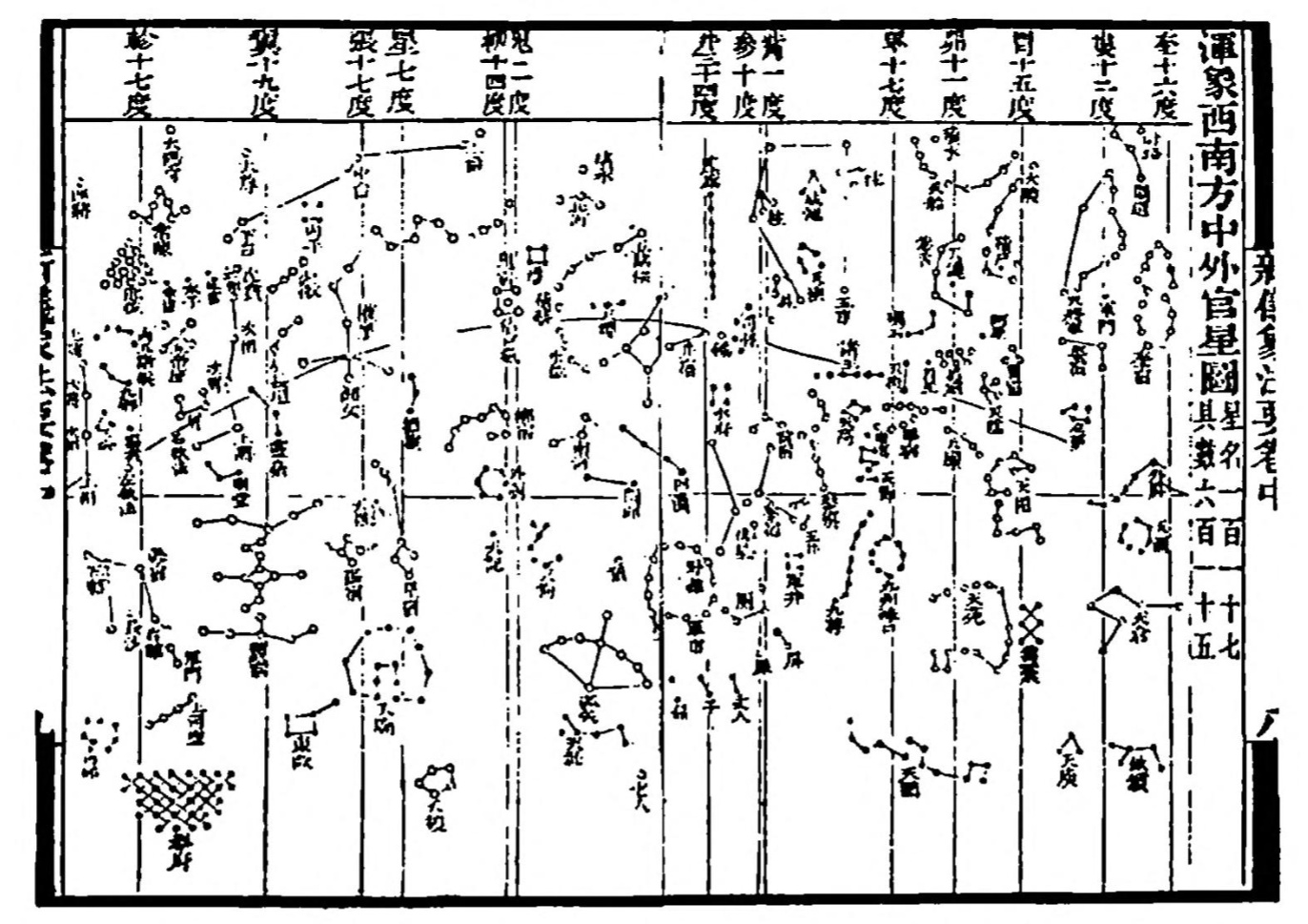
Uma carta estelar chinesa do livro de Su Song Xin Yi Xiang Fa Yao, publicado em 1092

- Século XV a.C. - O teto da tumba TT71, do arquiteto e ministro egípcio Senenmut, que serviu à faraó Hatexepsute, é adornada com um grande atlas estelar.
- Cerca de 1 d.C. - Poeticon astronomicon, alegadamente de Gaius Julius Hyginus.
- 1092 - Xin Yi Xiang Fa Yao (新儀 象法要), de Su Song, um tratado horológico que contém a primeira carta celeste impressa. Os mapas estelares de Su SOng também destacam a posição correta da estrela Polar, que foi decifrado graças às observações astronômicas do colega de Su Song, o polimata Shen Kuo.
- 1515 - as primeiras cartas estelares impressas na Europa,[8] publicadas em Nuremberg, de Albrecht Dürer.
- 1603 - Uranometria, de Johann Bayer, o primeiro mapa celeste ocidental baseado nas Tabelas Rudolfinas, de Tycho Brahe e Johannes Kepler.
- 1627, Julius Schiller publicou o atlas estelar Coelum Stellatum Christianum, que substituiu constelações pagãs por figuras da bíblia e do cristianismo primitivo.
- 1660 - o décimo primeiro volume de Atlas Maior, de Johannes Janssonius, destacou a Harmonia Macrocosmica, de Andreas Cellarius.
- 1693 - Firmamentum Sobiescanum sive Uranometria, de Johannes Hevelius, um mapa estelar atualizado com posições de várias novas estrelas baseado no Prodromus astronomiae (1690). Contém 1564 estrelas.

### Estrelas vistas com o auxílio de telescópios
- 1729, Atlas Coelestis, de John Flamsteed.
- 1801, Uranographia, de Johann Elert Bode.
- 1843, Uranometria Nova, de Friedrich Wilhelm Argelander.

### Estrelas vistas fotograficamente
- 1914, Franklin-Adams Charts, de John Franklin-Adams, um dos primeiros atlas fotográficos.
- The Falkau Atlas (Hans Vehrenberg). Compila as estrelas de magnitude aparente 13.
- Atlas Stellarum (Hans Vehrenberg). Compila as estrelas de magnitude aparente 14.
- True Visual Magnitude Photographic Star Atlas (Christos Papadopoulos). Compila as estrelas de magnitude aparente 13,5.

### Atlas estelares modernos
- Bright Star Atlas – Wil Tirion. Compila as estrelas de magnitude aparente 6,5.
- Cambridge Star Atlas – Wil Tirion. Compila as estrelas de magnitude aparente 6,5.
- Norton's Star Atlas and Reference Handbook – Ian Ridpath. Compila as estrelas de magnitude aparente 6,5.
- Stars & Planets Guide – Ian Ridpath e Wil Tirion. Compila as estrelas de magnitude aparente 6,0.[9]
- Cambridge Double Star Atlas - James Mullaney e Wil Tirion. Compila as estrelas de magnitude aparente 7,5.
- Cambridge Atlas of Herschel Objects - James Mullaney e Wil Tirion. Compila as estrelas de magnitude aparente 7,5.
- Pocket Sky Atlas – Roger Sinnott. Compila as estrelas de magnitude aparente 7,5.
- Deep Sky Reiseatlas – Michael Feiler e Philip Noack. Compila as estrelas de magnitude aparente 7,5.
- Atlas Coeli Skalnate Pleso (Atlas dos céus) – Antonín Bečvář. Compila as estrelas de magnitude aparente 7,75 e cerca de 12000 aglomerados estelares, galáxias e nebulosas.
- SkyAtlas 2000.0 – Wil Tirion e Roger Sinnott. Compila as estrelas de magnitude aparente 8,5.
- Uranometria 2000.0 Deep Sky Atlas (1987) – Wil Tirion, Barry Rappaport e Will Remaklus. Compila as estrelas de magnitude aparente 9,7, com regiões específicas tendo estrelas compiladas a uma magnitude aparente de 11,5.
- Herald-Bobroff AstroAtlas – David Herald e Peter Bobroff. Compila as estrelas de magnitude aparente 9 nos principais mapas e alcança estrelas de magnitude 14 em regiões específicas do céu.
- Millennium Star Atlas – Roger Sinnott e Michael Perryman. Compila as estrelas de magnitude aparente 11.
- Field Guide to the Stars and Planets – Jay M. Pasachoff e Wil Tirion. Compila as estrelas de magnitude aparente 7,5.
- SkyGX – Christopher Watson. Compila as estrelas de magnitude aparente 12.
- The Great Atlas of the Sky – Piotr Brych. Compila 2 400 000 estrelas de magnitude aparente 12 e galáxias de magnitude 18.[10]

### Atlas estelares computadorizados
- Cartes du Ciel
- Celestia
- CyberSky
- Google Sky
- KStars
- Stellarium
- SKY-MAP.ORG
- SkyMap Online
- WorldWide Telescope
- XEphem, para sistemas Unix